# Arafura-Becken
Das Arafura-Becken (englisch Arafura Basin) ist ein großes Sedimentbecken im Norden von Australien. Das Becken reicht im Arnhemland im Bundesterritorium Northern Territory bis zur Küstenlinie und unterseeisch weiter bis nach Westneuguinea.
Das Becken entstand vom Neoproterozoikum bis Karbon vor 1000 bis 298 Millionen Jahren. Überlagert wird dieses Sedimentbecken teilweise vom McArthur-Becken, Money-Shoal-Becken und Pine-Creek-Orogen. Die Mächtigkeit der Gesteinsschichten, die aus Dolomit, Kalk-, Sand-, Schluffstein, Basalt und Kohle bestehen, beträgt bis zu 5 km.
In der Region sind neun Ölquellen erschlossen worden und vor der Küste werden Lagerstätten von Erdöl und Erdgas erkundet.